# Karlheinz Messelken
Karlheinz Robert Messelken (* 4. September 1933 in Witzhelden) ist ein deutscher Soziologe und ehemaliger Hochschullehrer an der Universität der Bundeswehr in Hamburg.

## Leben
Karlheinz Messelken studierte 1954 zwei Semester Jura an der Johann-Wolfgang-Goethe-Universität Frankfurt am Main und wechselte dann zur philosophischen Fakultät, wo er sich für den damals auf Initiative von Max Horkheimer und Theodor W. Adorno gerade neugeschaffenen Studiengang "Soziologie" einschrieb. 1955/56 setze der das Studium an der Pariser Sorbonne fort und hörte dort  vor allem Maurice Duverger über das Parteienwesen in der Wählerdemokratie und Raymond Aron über das Wesen des Krieges. Unter dem Eindruck der Geheimrede Nikita Chruschtschows über die Verbrechen Stalins immatrikulierte sich M. im Wintertrimester 1956 an der Humboldt-Universität Berlin. Am 8. März 1958 wurde er vom Staatssicherheitsdienst der DDR verhaftet und am 4. September 1958 zu einer dreijährigen Zuchthausstrafe wegen "fortgesetzter Propaganda und Hetze im schweren Fall" verurteilt. Noch  vor dem Mauerbau in Berlin entlassen, konnte er sich anders als zwei zu fünf und sechs Jahren Zuchthaus verurteilte Kommilitonen in die Bundesrepublik absetzen und in Frankfurt sein Soziologiestudium fortführen (Diplomprüfung 1964). Danach war er als wissenschaftlicher Assistent an der Sozialforschungsstelle der Universität Münster in Dortmund tätig. Hier wurde er 1967 zum Dr. phil. promoviert und erhielt erste Lehraufträge. Von 1968 bis 1973 arbeite Messelken als Dozent an der Hochschule für Wirtschaft und Politik in Hamburg  Im Jahre 1973 erfolgte seine Habilitation für das Fach Soziologie an der Universität Bielefeld. 1974 wurde er auf eine Professur für Soziologie an der Universität der Bundeswehr in Hamburg berufen, die heutige Helmuth-Schmidt-Universität, und lehrte dort bis zu seiner Emeritierung 1998.
Messelken publizierte über die ganze Breite der soziologischen Theorie und beschäftigte sich außerdem mit der soziologischen Entwicklung in Ost- und Südosteuropa.

## Schriften (Auswahl)
- Zur Rolle von Semiotik und Kybernetik in der marxistischen Philosophie. Eine wissenssoziologische Fallstudie. In: Soziale Welt, Bd. 16 (1965), S. 289–308.
- Politikbegriffe der modernen Soziologie. Eine Kritik der Systemtheorie und Konflikttheorie – begründet aus ihren Implikationen für die gesellschaftliche Praxis (= Beiträge zur soziologischen Praxis, Bd. 2). Westdeutscher Verlag, Köln/Opladen 1968 (Dissertation Universität Münster, 2. Aufl. 1970).
- Sozialdemokratie und Gewerkschaftsbewegung. Zu ihrer Standortverkehrung im Gefolge der Volkspartei-Entwicklung der SPD. In: Hamburger Jahrbuch für Wirtschafts- und Gesellschaftspolitik, Bd. 15 (1970), S. 226–252.
- Inzesttabu und Heiratschancen. Ein Versuch über archaische Institutionenbildung (= Soziologische Gegenwartsfragen, N.F., Bd. 40). Enke, Stuttgart 1974, ISBN 3-432-02041-4.
- Die politische Ökonomie des Parlamentarismus. In: Hamburger Jahrbuch für Wirtschafts- und Gesellschaftspolitik, Bd. 19 (1974), S. 245–269.
- Die struktural-funktionale Konzeption des politischen Systems: Talcott Parsons. In: Wilfried Röhrich u. a.: Neuere politische Theorie. Systemtheoretische Modellvorstellungen (= Erträge der Forschung, Bd. 40). Wissenschaftliche Buchgesellschaft, Darmstadt 1975, S. 26–62, ISBN 3-534-06438-0.
- Vergemeinschaftung durchs Essen. Religionssoziologische Überlegungen zum Abendmahl. In: Manfred Josuttis/Gerhard Marcel Martin (Hrsg.): Das heilige Essen. Kulturwissenschaftliche Beiträge zum Verständnis des Abendmahls. Kreuz-Verlag, Stuttgart 1980, S. 41–57, ISBN 3-7831-0614-1.
- Die Verhaltenstheorie. In: Günter Endruweit (Hrsg.): Moderne Theorien der Soziologie. Enke, Stuttgart 1983, S. 135–213, ISBN 3-432-25271-4.
- Der Reiz des Schönen. Zu Gehlens ästhetischer Theorie. In: Helmut Klages (Hrsg.): Zur geisteswissenschaftlichen Bedeutung Arnold Gehlens. Duncker & Humblot, Berlin 1994, S. 639–663, ISBN 3-428-07454-8.
- Verspätungen im Prozeß der Nationenbildung. Zur Situation in Osteuropa. In: Bálint Balla u. a. (Hrsg.): Zu einer Soziologie des Postkommunismus. Lit, Münster 1994, S. 96–111, ISBN 3-8258-2349-0.
- Strukturähnlichkeiten zwischen Archaik und Moderne. Evolutionstheorie gegen den Strich gebürstet. In: Bálint Balla u. a. (Hrsg.): Soziologie und Geschichte, Geschichte der Soziologie. Beiträge zur Osteuropaforschung. Krämer, Hamburg 1995, S. 41–79, ISBN 3-926952-94-6.
- Tüchtigkeit und Tugenden. In: Uwe Hartmann u. a. (Hrsg.): Der Soldat in einer Welt im Wandel. Ein Handbuch für Theorie und Praxis. Olzog, München 1995, S. 276–286, ISBN 3-7892-8250-2.
- Archaik und Moderne im Kommunismus und im Postkommunismus. Zur Realdialektik von revolutionären Transformationen. In: Bálint Balla (Hrsg.): Zusammenbruch des Sowjetsystems. Herausforderung für die Soziologie. Krämer, Hamburg 1996, S. 19–50, ISBN 3-89622-006-3.
- Modernisierung und Wohlfahrt. Die Perspektiven Südosteuropas. In: Anneli Ute Gabanyi (Hrsg.): Sozialstruktureller Wandel, soziale Probleme und soziale Sicherung in Südosteuropa (= Südosteuropa-Studien, Bd. 65). Südosteuropa-Gesellschaft, München 2000, S. 31–63, ISBN 3-925450-86-6.
- Worin die UNO Utopie ist und bleiben wird. Konfliktsoziologische Überlegungen. In: Jürgen Delitz (Hrsg.): Institutionen und sozialer Wandel. Festschrift für Klaus Plake zum 60. Geburtstag. Krämer, Hamburg 2004, S. 101–132, ISBN 3-89622-069-1.
- Vier Jahrzehnte im Streit mit dem Zeitgeist. Wissenschaftliche Aufsätze und Essays (= Buchreihe Land-Berichte, Bd. 19). Shaker, Düren 2021, ISBN 978-3-8440-8189-3.

Festschrift
- Anton Sterbling (Hrsg.): Zeitgeist und Widerspruch. Soziologische Reflexionen über Gesinnung und Verantwortung ; Herrn Professor Karlheinz Messelken zum sechzigsten Geburtstag. Krämer, Hamburg 1993, ISBN 3-926952-80-6.